# Orde van de Kroon van Westfalen

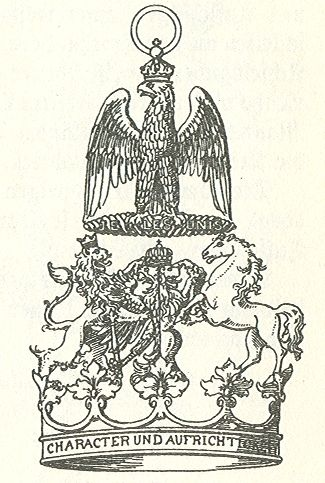
Juweel van de Orde van de Westfaalse Kroon

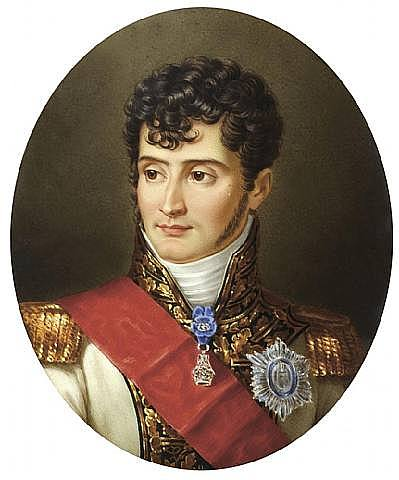
Jérôme met ster en commandeurskruis van zijn Orde van de Kroon van Westfalen door Sophie Lienard

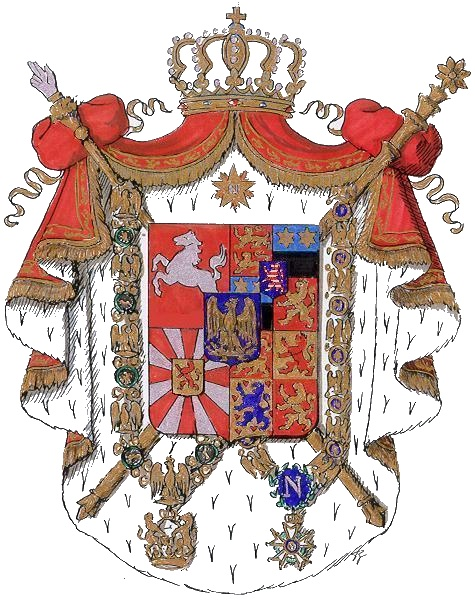
Wapen van de Koning van Westphalen met ketens van de Orde van de Kroon van Westphalen en de keten van een "Grand-Aigle" van hetLegioen van Eer

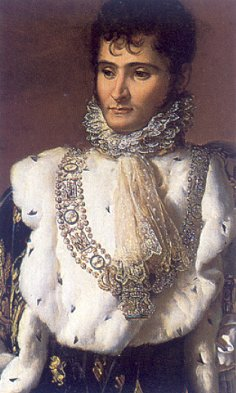
Portret van Jerôme met keten

De Orde van de Kroon van Westfalen (Duits: "Orden der Westfälischen Krone") was een door Koning Hieronymus I van Westfalen, beter bekend als Napoleons broer Jérôme Bonaparte, op 25 december 1809 in Parijs gestichte Orde. De Orde moest, zo heette het "Het land en de hoogwaardigheidsbekleders inniger tesaambinden, vrienden maken voor de nieuwe orde en de algemene wedijver bevorderen".
De Orde bestond uit 3 klassen en telde 10 Grootcommandeurs, 30 Commandeurs en 300 Ridders. De Prinsen uit het Koninklijk Huis en vreemdelingen niet meegerekend. Zoals in alle napoleontische Orden was er een uitgebreide ceremonie en werden de Ridders ook betrokken in de hiërarchie van het hof van "le Roi Lustuc".
De Orde hoort tot het type van de napoleontische Orden zoals die in heel Europa door de Bonapartes werden gesticht.
Napoleon accepteerde een benoeming in de nieuwe Orde van zijn broertje maar zijn humoristische commentaar "Il y a beaucoup des animaux dans cette ordre" bezorgde het ereteken de bijnaam "de menagerie".
De Grootcommandeuren volgden in rang op de ministers en drie van hen ontvingen uit hun "Grootcommende" een inkomen van 6.000-12.000 franc per jaar, de andere Grootcommandeurs en de Commandeurs kregen 2.000 franc per jaar. De Grootcommandeurs volgden in op de Staatsraden terwijl de eveneens met 2.000 francs in rang op de Prefecten volgden. De Ridders kregen 250 franc en moesten de Maires (Burgemeesters) de voorrang laten. De inkomsten werden uit de in beslag genomen goederen van de Abdij Quedlinburg, de opgeheven Orde van Malta en de Proosdij Maagdenburg getrokken.
Deze diefstallen en de algemene afkeer van het verkwistende bewind van Koning Hieronymus zorgden ervoor dat het dragen van de Orde al op 13 december 1813 in Keurhessen en op 26 februari 1815 ook in Pruisen werd verboden. Het Koninkrijk Westfalen (of Westphalen) was na de Volkerenslag al snel uiteengevallen.
De graden van de Orde
- De Grootkanselier van de Orde van de Kroon van Westfalen had de rang van een minister en de uit zes Grootcommandeurs.
- De Grootcommandeurs droegen een keten, een ster en een juweel van de Orde aan een breed donkerblauw lint over de rechterschouder.
- De Commandeurs droegen het juweel aan een donkerblauw lint om de hals.
- De Ridders droegen een kleiner zilveren juweel in het knoopsgat.

De versierselen van de Orde
Bij de stichting van de Orde werd een ajourgezaagd gouden medaillon met een napoleontische adelaar op en bliksemschicht met de woorden "J'ai les unis". De rand van het medaillon was met een Orrobouros versierd. Dit eenvoudige juweel werd op 25 april 1810 vervangen door een ingewikkeld vormgegeven sieraad waarin de napoleontische adelaar terugkeerde.
Het tweede juweel van de Orde was een samenstelling van vier heraldische dieren; de wapendieren van napoleontisch Frankrijk (Adelaar op bliksemschicht), gekroonde leeuw (voor Hessen), gekroonde dubbele adelaar en paard (voor Hannover) zijn in een kroon geplaatst en op een blauwe band op de kroon staat het motto "CHARACTER UND AUFRICHTIGKEIT – ERRICHTET DEN XXV DEZEMBER MDCCCIX" geschreven.
De ster was zespuntig en van zilver(draad). Het medaillon van de ster was van blauwe zijde en daarop was het juweel van de Orde gelegd. De band daaromheen was blauw en droeg in gouden letters het motto van de Orde. In de vroege 19e eeuw werden de meeste sterren nog geborduurd met zilverdraad.
De keten van de Orde was van goud en in het geval van de Grootmeester met diamanten ingelegd. De schakels stelden afwisselend adelaars en wapenmantels voor.
De Ordekleding was, zoals bij alle napoleontische ridderorden, zeer kostbaar en kleurrijk. Een jas van ledergele "ventre de biche" met hemelsblauwe omslagen en met zilverdraad geborduurd, een wit vest en dito kniebroek, schoenen met gespen, kousebanden met zilveren franje, een hoed met pluimen, zilveren sabel en een korte "Spaanse" mantel van hemelsblauwe zijde met opgeborduurde ster was het tenue van de Grootcommandeurs. De lagere rangen droegen eenvoudiger uniformen zonder mantel en met minder zilverborduursel.
Het was de Grootcommandeurs voorgeschreven dat de ster niet samen met de keten mocht worden gedragen en dat men wanneer men het grootlint wegliet een "cravatte" van de Orde en de ster op de linkerborst moest dragen.

## Het Ereteken voor Dames
De Orde van de Kroon van Westfalen was, zoals tot in de 20e eeuw bij veel ridderorden gebruikelijk was, niet toegankelijk voor dames. Zij moesten het met hun Damesorden en speciaal voor hen ingestelde versierselen doen. Op 21 februari 1809 werd de verjaardag van Koningin van Westphalen gevierd en de Koning overhandigde alle hofdames op die dag een bijzondere onderscheiding. Het was een in briljanten gevat verstrengeld monogram van de Koning en de Koningin met een met diamanten ingelegde kroon als verhoging. Het tot strik opgemaakte blauwe lint waaraan dit juweel werd gedragen was gelijk aan dat van de Orde van de Orde van de Kroon van Westfalen.
De Grootmeesteres en de Eerste Hofdame, de "Dame d'Atour", droegen een in briljanten gevat portret van de koningin aan hetzelfde lint.
Johann Georg Krünitz noemt het versiersel "eine Art Orden" en vermeld haar als een Damesorde.